# ゲモニアの階段

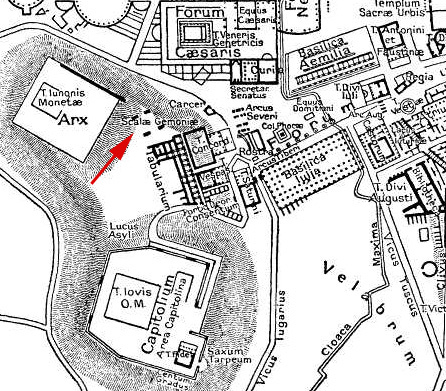
ローマ帝国時代のカピトリヌスの丘の地図。矢印の場所にゲモニアの階段があったと推測されている。

ゲモニアの階段 (ラテン語: Scalae Gemoniae, イタリア語: Scale Gemonie) は、古代のローマに存在した階段。刑場として使われたことで悪名高い。

## 位置

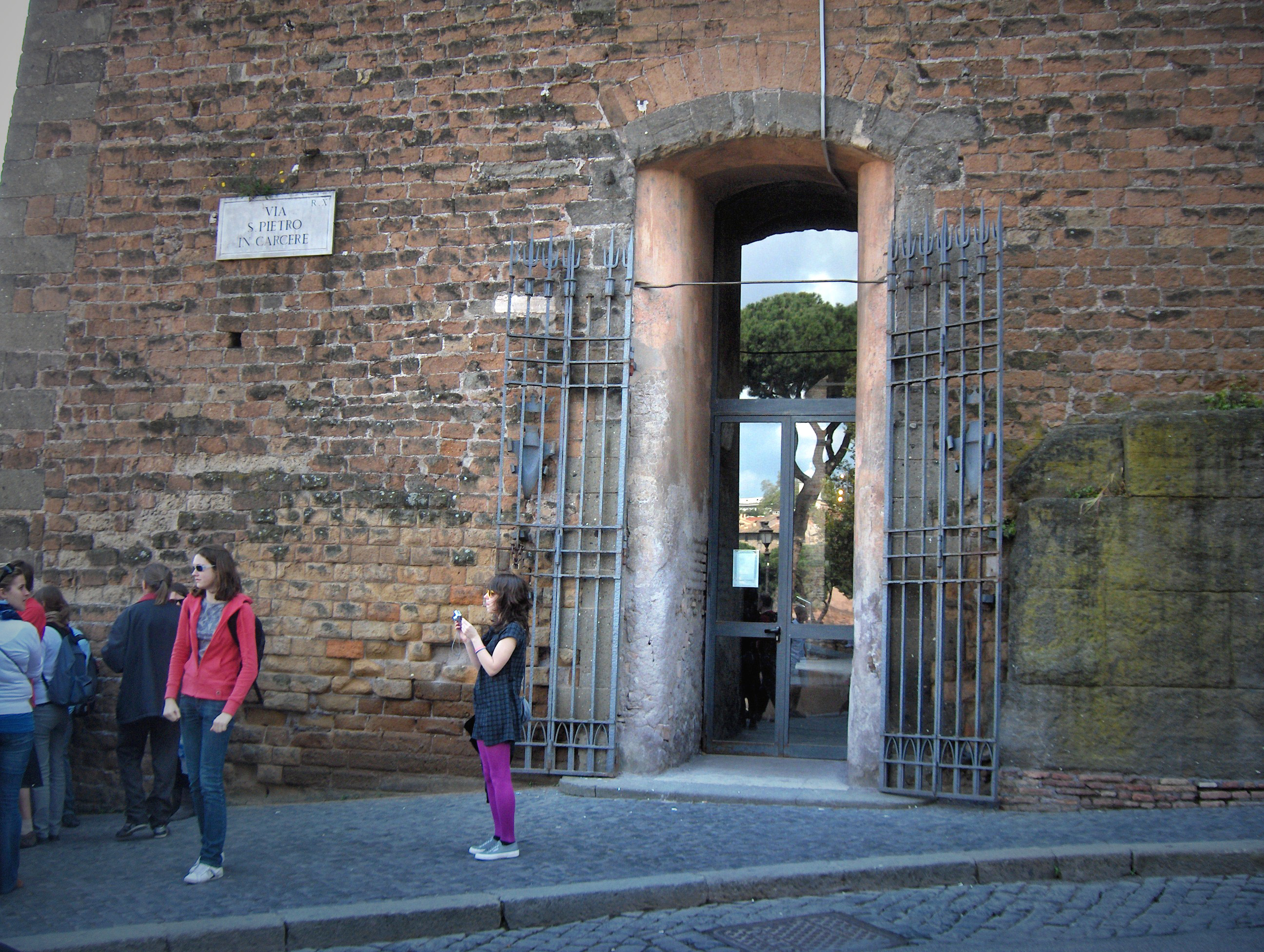
カピトリヌスの丘に近いS. Pietro in Carcere通り

ゲモニアの階段はローマの中心部にあって、カピトリヌスの丘の頂からフォロ・ロマーノへ下っていたとされている。フォロから見ると、左手にタブラリウムやコンコルディア神殿、右手にマメルティヌスの牢獄があった。その道筋は、マメルティヌスの牢獄の遺構を通る現代のSan Pietro in Carcere通りとだいたい符合すると考えられている。
ゲモニアの階段が建設されたのは、ティベリウス帝 (在位: 14年–37年)期の少し前と考えられている。それ以前にこの階段に言及している文献が存在しないためである。階段が処刑場として使われるようになったのは、もっぱらティベリウスが治世の後半で過剰な偏執病的傾向を示すようになってからと考えられている。

## 処刑場
ゲモニアの階段での処刑は、罪人を階段の上で絞殺し、遺体を階段下へ転げ落とすというのが一般的であった。時には、ローマの他の刑場で処刑された遺体をこの階段に持ってきて晒すこともあった。フォロ・ロマーノからよく見える階段下の遺体はそのまま放置して犬などが食らうのに任せられ、最終的にテヴェレ川に投げ捨てられた。
ゲモニアの階段で処刑されることは恐ろしく不名誉なこととされているが、歴史上何人もの元老院議員や、時には皇帝までここで殺される憂き目にあっている。特に有名なのが、ティベリウス期の近衛隊長官ルキウス・アエリウス・セイヤヌスと、皇帝アウルス・ウィテッリウスである。セイヤヌスはティベリウスの親友であり腹心だったが、31年に反逆の陰謀を企てたと告発された。カッシウス・ディオによれば、セイヤヌスはゲモニアの階段で絞殺されたうえで投げ落とされ、遺体は3日間にわたり群衆に辱められたという。間もなく、セイヤヌスの3人の子どもたちも同様にゲモニアの階段で処刑された。
ウィテッリウスはローマ軍団長を務める将軍だったが、69年の四皇帝の年に名乗りを上げた。4月16日に前任のオトが自殺したのを受けてこの年3人目の皇帝に即位したが、その治世はわずか8か月しか続かなかった。自軍がウェスパシアヌスに敗れるとウィテッリウスは降伏することに同意したが、近衛隊は彼をローマから逃そうとしなかった。ウェスパシアヌス軍がローマに入ってきたとき、ウィテッリウスは隠れ家から引きずり出され、ゲモニアの階段から投げ落とされた。「それでも私はいったんはお前たちの皇帝だったのだぞ」というのが最期の言葉だった。
106年には、トラヤヌスに敗れ自殺したダキア人の王デケバルスの首級と右手が階段から投げ落とされている。

## 類例
共和政ローマ期には、カピトリヌスの丘の南側にある急峻な崖「タルペーイアの岩」で同様の処刑が行われていた。殺親罪査問官（quaestores parricidii）に殺人もしくは反逆の罪で有罪を宣告された罪人は、この崖から投げ落とされ処刑された。その他、重大な精神的・身体的障害をもつ幼児が、神の呪いをうけていると見なされ同様に崖から投げ捨てられるということもあった。